# Cowboy Bebop
Cowboy Bebop (jap. カウボーイビバップ, Kaubōi Bibappu) ist eine 26-teilige Anime-Serie, die 1998 in Japan ausgestrahlt wurde und dort sowie international hohe Popularität genoss. Die Fernsehserie handelt von den Abenteuern einer Gruppe von Kopfgeldjägern, genannt „Cowboys“, die 2071 mit dem Raumschiff Bebop ihren Geschäften nachgehen und dabei durch das Sonnensystem reisen.

## Inhalt
Im Jahr 2021 wurde eine Reihe von Ringen konstruiert, die es ermöglichten, im Hyperraum schnell durch das Sonnensystem zu reisen und andere Welten zu kolonisieren. Durch einen Defekt im Ringsystem, der von der Gate Company weitestgehend ignoriert wurde, kam es jedoch zu einer Explosion der Ringe, welche die Erde mit dem restlichen Sonnensystem verbunden haben. Dabei wurde ein großes Stück des Mondes weggesprengt. Aus den Überresten des Mondes entstand eine Art Asteroidengürtel um die Erde, aus dem kontinuierlich Teile auf diese hageln. Dadurch wurde die Erdoberfläche unbewohnbar und einige Erdbewohner suchten Schutz im Untergrund. Die meisten jedoch zogen auf die neu erschlossenen Planeten und Monde (Venus, Mars, Ganymed und Europa) oder auf rauere Welten (Kallisto, Io, Titan u. a.). Die fiktive Währung der Serie ist Woolong (Symbol: ₩). Dabei hat ein Woolong ungefähr den gleichen Wert wie ein japanischer Yen.
Im Jahr 2071 reist die Besatzung des Schiffes Bebop durch das Sonnensystem, um ihrem Geschäft als Kopfgeldjäger (genannt „Cowboy“) nachzugehen. Die Besatzung besteht anfangs nur aus den zwei Mitgliedern Spike Spiegel und Jet Black. Im Laufe der Serie gesellen sich drei weitere hinzu: Die Kopfgeldjägerin Faye Valentine, das Mädchen Ed und der Hund Ein. Jeder trägt mit einzigartigen Fähigkeiten dazu bei, Personen, auf die ein Kopfgeld ausgesetzt wurde, einzufangen. Während sich die Handlung vordergründig um die Kopfgeldjäger und ihren stetigen Misserfolg in einer futuristischen Welt dreht, werden die individuellen Erfahrungen und Schicksale der einzelnen Charaktere erzählt – jeder einzelne von ihnen hat eine individuelle Vorgeschichte, die seine Ambitionen und Wünsche verständlich macht.

### Zeitlicher Kontext
Alle Angaben wurden nach Aussagen, die in der Serie und dem Film vorkommen, angelegt.
| Jahr | Ereignis                                                                                   |
| ---- | ------------------------------------------------------------------------------------------ |
| 1994 | 14. August, Faye Valentine wird auf der Erde geboren.                                      |
| 2007 | Die 13-jährige Faye nimmt eine Betamax-Nachricht auf, die ihr späteres Ich wiederfindet.   |
| 2014 | Faye wird aufgrund eines Shuttleunfalls in einen kryogenetischen Schlaf versetzt.          |
| 2021 | Der Hyperraum-Tor-Zwischenfall in der Nähe zur Erde zerstört einen Teil des Mondes.        |
| 2035 | 3. Dezember, Jet Black wird auf Ganymed geboren.                                           |
| 2040 | Vincent Volaju wird auf dem Mars geboren (Gegenspieler in Cowboy Bebop – Der Film).        |
| 2044 | 26. Juni, Spike Spiegel wird auf dem Mars geboren.                                         |
| 2044 | Vicious wird geboren.                                                                      |
| 2063 | Jet verliert seinen linken Arm und verlässt sowohl die ISSP als auch Ganymed.              |
| 2064 | Edward wird von ihrem Vater vergessen.                                                     |
| 2066 | Edward geht ins Waisenhaus.                                                                |
| 2068 | Spike täuscht seinen Tod vor und verlässt damit das Red Dragon Syndicate.                  |
| 2068 | Faye wurde aus ihrem Schlaf wiedererweckt und hat nun über 300 Millionen Woolong Schulden. |
| 2068 | Edward verlässt das Waisenhaus.                                                            |
| 2068 | Jet und Spike werden Partner als Kopfgeldjäger auf der Bebop.                              |
| 2071 | Gegenwart in der Serie.                                                                    |

### Charaktere
Spike Spiegel
Spike, ein 27 Jahre alter Kopfgeldjäger, der auf dem Mars geboren wurde, war einst ein risikofreudiges Mitglied im Mafia-Syndikat Red Dragon, wo er seine Schuss- und Nahkampfkünste (vor allem Jeet Kune Do) erlernte. Er war ursprünglich ein guter Freund von Vicious, bis er wegen seiner Geliebten Julia das Syndikat verlassen will. Er täuschte seinen eigenen, ehrenvollen Tod vor und führt nun ein Leben als Kopfgeldjäger. Sein Ziel ist es, irgendwann seine Geliebte Julia, die er bei seinem Abschied vom Syndikat zurücklassen musste, wiederzufinden. Vom Charakter her besonnen und kontrolliert kann er als versierter Kampfsportler viele Gegner überwältigen. Spike wirkt desinteressiert und resigniert über die Schlechtigkeit der Welt um ihn herum. Eines seiner Augen ist bionisch, da er es bei einem Unfall verloren hat, was ihm zwei unterschiedliche Augenfarben verleiht. Er trägt stets eine Handfeuerwaffe des Typs Jericho 941 bei sich.
Jet Black
Jet ist ein 36 Jahre alter ehemaliger Polizist und stellt einen deutlichen Kontrast zu Spike dar. Er war früher Fahnder der ISSP (Inter Solar System Police), bis er einen Arm bei einem fehlgeschlagenen Einsatz verlor. Dieser wurde zwar durch eine kybernetische Prothese ersetzt, dennoch kündigte er – vor allem aufgrund der Korruption bei der ISSP – und wurde Kopfgeldjäger. Jet genießt Jazz-Musik, pflegt seine Bonsai-Bäume und kocht für die gesamte Bebop-Besatzung. Im Gegensatz zu Spike ist er nicht emotional verroht, sorgt sich um Spike und Faye. Er hat eine Art Mutterrolle inne. Ein ständiger Begleiter Jets ist eine Walther P99.
Faye Valentine
Faye ist 23 Jahre alt, lasterhaft, korrupt und wirkt oft kaltherzig. Ihr Dasein als diebische und spielsüchtige Kopfgeldjägerin fördert ihren sehr unabhängigen Lebensstil, sehr zu Lasten der anderen Bewohner der Bebop. Faye nutzt ihren Sexappeal, um zu erreichen, was sie möchte. Hinter ihrem eitlen Auftreten verbirgt sich allerdings ein ängstliches Mädchen. Aufgrund eines Unfalls während einer Raumreise wurde sie für 54 Jahre kryogenisch eingefroren und erwachte in einer ihr fremden und unbekannten Welt, ohne Erinnerung an den Unfall selbst und ihre Vergangenheit – nur um zu erfahren, dass ihre anfängliche Naivität bereitwillig ausgenutzt wurde, was sie abhärtete. Ihren Namen hat sie von einem sie damals behandelnden Arzt erhalten. Später begegnet sie einer alten Freundin, was ihre Traurigkeit über die vergangene Zeit und ihr Unverständnis der neuen Welt nicht wesentlich linderte. In ihrem Wunsch nach Harmonie und der Sehnsucht nach einem besseren Leben gleicht sie Spike in gewisser Weise. Die Schusswaffe, die sie meist bei sich trägt, ist eine Glock 30.
Ed
Edward Wong Hau Pepelu Tivrusky IV, genannt „Radical Ed“, ist ein seltsames, junges Mädchen – ihr Alter wird auf 13 geschätzt – das auf der Erde geboren wurde und als „Freigeist“ bezeichnet werden könnte. Den Namen Ed hat sie sich selbst gegeben, ihr richtiger Vorname lautet Francoise Appledelhi. Da ihr Vater Appledelhi Siniz Hesap Lütfen ähnlich impulsiv und flatterhaft ist, wie sie selbst und sie mehrere Jahre vergessen hat, verbrachte sie den größten Teil ihrer Kindheit in einem Waisenhaus. Dennoch hat sie ein sonniges und lebendiges Gemüt und ist trotz vieler Eigenheiten eine geniale Hackerin. Sie hat einen Computer, den sie nach einem Freund aus dem Waisenhaus Tomato nennt. Ed hat ein gutes Verhältnis zu Jet, der sich wie ein Ersatzvater benimmt, und sieht Faye, sehr zu deren Ärgernis, als eine Art große Schwester. Ed scheint auch als einzige den Hund Ein zu verstehen.
Ein
Ein ist ein Welsh Corgi, der seinen Namen Albert Einstein verdankt und von Spike nach einer fehlgeschlagenen Kopfgeldjagd an Bord gebracht wurde. Ein war ursprünglich ein Hund in einem Versuchslabor und wurde als ein DataDog mit unbezahlbarem Wert bezeichnet. Er zeigt eine unnatürlich große Intelligenz, nimmt Anrufe am Bildtelefon entgegen, benutzt das Internet und vollbringt eine weitere Zahl an Dingen, die ein normaler Hund nicht könnte. Jedoch wird seine Intelligenz von den anderen Besatzungsmitgliedern praktisch nicht wahrgenommen.
Vicious
Vicious war ein Partner und Freund Spikes während der Zeit beim Red-Dragon-Syndikat. Jedoch gerieten die beiden in Streit, weil sie beide Julia liebten. Vicious (engl. für „bösartig“) macht seinem Namen alle Ehre: Er ist ruchlos, verschlagen, ehrgeizig und gewillt, alles zu tun, um seine Macht zu festigen. Vicious’ Lieblingswaffe ist allerdings keine Handfeuerwaffe, sondern ein Katana, mit dem er gut umgehen kann. Die Blutfehde zwischen Spike und Vicious zieht sich als kontinuierlicher Handlungsfaden durch die Geschehnisse von Cowboy Bebop und endet in der letzten Episode mit einem Kampf.
Julia
Julia ist eine bezaubernde und mysteriöse Frau aus Spikes und Vicious’ Vergangenheit. Diese Dreiecksgeschichte führte zur Fehde zwischen Vicious und Spike, und schlussendlich auch zu Spikes Abgang beim Syndikat. Erst nach langer Suche findet Spike Julia wieder, nachdem sie zuvor nur in Form von Rückblenden aufgetaucht ist. Sie wirkt wie ein Kontrast zur Welt um sie herum – ihr blondes Haar, ein leuchtendroter Regenschirm und ebenso ein rotes Fahrzeug stechen aus der sonst trostlosen Umgebung heraus. Julia stirbt auf einer Verfolgungsjagd in Spikes Armen.
Vincent Volaju
Vincent Volaju ist ein ehemaliger Soldat und Mitglied der Gruppe 7 der Mars Army Special Operation Forces. Er kämpfte im Krieg auf dem Titan. Durch ein Experiment wird er durch eine neuartige Waffe – Nanomaschinen – infiziert und wird resistent gegen diese, erleidet allerdings einen Gedächtnisverlust. Die Einsamkeit und Verbissenheit auf der Welt bewegen ihn dazu, mehrere terroristische Anschläge mit den Nanomaschinen auf die Bevölkerung des Mars zu verüben. Dabei kommen ihm das Bebop-Team ebenso wie seine frühere Geliebte Electra Ovilo in die Quere. Die Ereignisse um Vincent werden in Cowboy Bebop – Der Film beleuchtet.

## Produktion

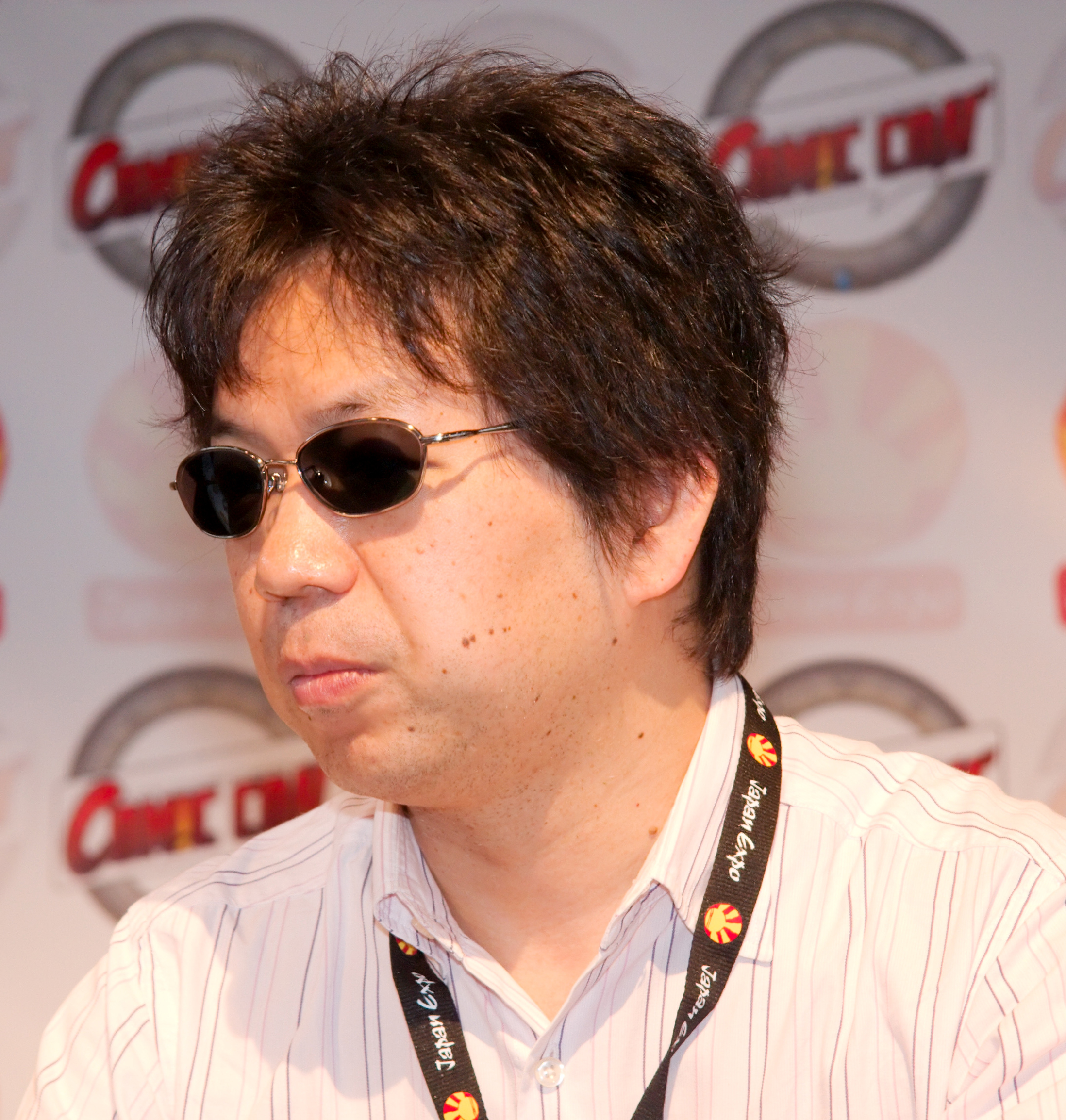
Regisseur Shin’ichirō Watanabe 2009

Das Konzept der Serie wurde von Hajime Yatate entwickelt, ein kollektives Pseudonym für die Mitglieder von Sunrise. Die Regie führte Shin’ichirō Watanabe, der auch das Konzeptteam leitete, und die Drehbücher schrieb Keiko Nobumoto. Das Charakterdesign entwarf Toshihiro Kawamoto, für das Mechanical Design war Kimitoshi Yamane verantwortlich und die künstlerische Leitung lag bei Junichi Higashi. Die Kameraführung lag bei Yōichi Ōgami und als Produzenten traten Kazuhiko Ikeguchi und Masahiko Minami auf. Die meisten im Team hatten bereits zuvor zusammen sowie an erfolgreichen Titeln gearbeitet.
Die Absicht des Konzepts war, mit einem Weltraumabenteuer nicht nur Jugendliche zu erreichen, sondern auch anspruchsvollere Erwachsene. Vorlage dafür war das seit den 1970er Jahren auch beim erwachsenen Publikum beliebte Franchise Lupin III um die Abenteuer eines Gentleman-Diebes. Der Zuschauer wird ohne viel Erklärung in die Geschichten geworfen, deren Hintergründe sich erst Stück für Stück erschließen. Regisseur Watanabe hat dies bewusst eingesetzt, um den Eindruck zu erwecken, man sehe eine Serie, die selbst im Jahr 2072 gedreht wurde. Jede der Folgen zeigt eine in sich weitgehend abgeschlossene Geschichte. Stimmung und Thema wechselt je nach Episode, sodass dem Zuschauer die Natur der nächsten Folge verborgen und eine Überraschung bleibt: eine Komödie, eine Detektivgeschichte, Actionthriller oder ein Stück über die Hintergründe einer der Charaktere.

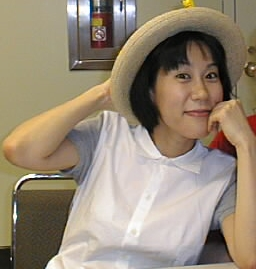
Komponistin Yōko Kanno 1999

Eines der bemerkenswertesten Elemente von Cowboy Bebop ist die Hintergrundmusik von Yōko Kanno und ihrer Band The Seatbelts. Der Soundtrack besteht aus Jazz-Stücken sowie Soul, Blues, Hip Hop, Rock-Pop, Western und Folk. Die Tonarbeiten leitete Katsuyoshi Kobayashi. Das Titellied heißt Tank!. Das Endlied, das mit Ausnahme von drei Episoden immer am Ende kommt, heißt The Real Folk Blues gesungen von Mai Yamane. Dazu wird eine Collage aus schwarzweißen Bildern von Spike Spiegels Vergangenheit gezeigt. In Folge 13 (Jupiter Jazz, Part 2) läuft der Abspann über eine lange Animationssequenz hinweg, begleitet vom Lied Space Lion von The Seatbelts. In Folge 26 (The Real Folk Blues, Part 2) läuft der Abspann zum Lied Blue von The Seatbelts feat. Mai Yamane ebenfalls über eine lange animierte Sequenz hinweg. Das Lied Recover the Sky of Day von Shakkazombie wird im Abspann der in einigen Ausstrahlungen verwendeten und in Japan als Special erschienenen Zusammenschnittfolge verwendet. Neben diesen Vor- und Abspannliedern kamen folgende Titel innerhalb einzelner Folgen zum Einsatz:
- Call Me Call Me von Steve Conte (Folge 24)
- Cats on Mars von Gabriela Robin (Folge 9)
- Flying Teapot von Emily Bindiger (Folge 15)
- Green Bird von Yoko Kanno (Folge 5)
- Live in Baghdad von Masaaki Endoh (Folge 7)
- Rain von The Seatbelts featuring Mai Yamane (Folge 5)
- See You Space Cowboy von Seatbelts featuring Mai Yamane (Folge 26)
- Want It All Back von The Seatbelts featuring Mai Yamane (Folge 2)
- Wo Qui Non Coin von Aoi Tada (Folge 24)

## Einflüsse
Die Anime Encyclopedia beschreibt die Serie als Mischung aus „einem Teil chinesischer Diaspora und zwei Teilen Wilder Westen“, aus Wolkenkratzern aus Kung-fu-Filmen und neo-Architektur wie aus Blade Runner mit Kleinstädten in der – hier marsianischen – Wüste. Die Geschichten erinnerten stark an Route 66 und amerikanische Krimiserien. Spike erinnere an Lupin III: Gutherzig, aber am Rande des Gesetzes und verraten von einer alten Liebe, der er noch immer nachhängt. Kulturelle Einflüsse des Westens wie auch Chinas seien gleichermaßen sichtbar, so Fred Patten. Die Gesellschaften sind heruntergekommen und die einzige überall vertretene Kraft ist eine korrupte Polizei, in deren Schatten kriminelle Familien und Banden ihr Unwesen treiben. Auf dieser Grundlage existieren „Cowboys“ genannte Kopfgeldjäger, zu denen die Protagonisten gehören. Vieles in der Serie sei an amerikanische Filme angelehnt, die in den 1970er und 80er Jahren in Japan liefen. Darunter Butch Cassidy and the Sundance Kid, aus dem die Beziehung von Jet und Spike entlehnt ist, sowie Filme mit Bruce Lee, an die Spikes Kampfkunst erinnert. Einflüsse des Blaxploitation-Films zeigten sich in den sehr diversen Nebenfiguren. Filme wie Alien und Midnight Run würden parodiert oder nachgeahmt.
Weitere Einflüsse spiegeln sich in der Musik von Cowboy Bebop wider. Dies wird besonders an den Episodentiteln deutlich, die jeweils den Namen eines bekannten Songtitels tragen, darunter Honky Tonk Woman, Sympathy for the Devil, Bohemian Rhapsody, My Funny Valentine, Ballad of Fallen Angels, Astroid Blues, Heavy Metal Queen, Jamming With Edward, Jupiter Jazz und Mushroom Samba. Auch der Untertitel des Films, Knockin' on Heaven’s Door, zitiert einen Songtitel. Bebop, der Name des Raumschiffs, leitet sich von der Musikrichtung Bebop ab, die Anfang der 1940er Jahre im Jazz den Swing als Hauptstilrichtung ablöste und somit den Ursprung des Modern Jazz bildete.

## Synchronsprecher
Die deutsche Synchronisation der Serie entstand nach einem Dialogbuch und der Dialogregie von Björn Schalla im Auftrag der Arena Synchron GmbH in Berlin. Für den Film Cowboy Bebop – Der Film war die S.M.G. Filmproduktion in München verantwortlich, weshalb auch alle Rollen neu besetzt wurden.
| Rolle            | Japanische Stimme  | Deutsche Stimme        |
| ---------------- | ------------------ | ---------------------- |
| Spike Spiegel    | Kōichi Yamadera    | Viktor Neumann         |
| Jet Black        | Unshō Ishizuka     | Karl Schulz            |
| Faye Valentine   | Megumi Hayashibara | Antje von der Ahe      |
| Edward „Ed“ Wong | Tada Aoi           | Ilona Brokowski        |
| Judy             | Miki Nagasawa      | Angela Ringer          |
| Punch            | Tsutomu Taruki     | Hans-Jürgen Dittberner |
| Vicious          | Norio Wakamoto     | Andreas Hosang         |
| Julia            | Gara Takashima     | Anke Reitzenstein      |

## Episodenliste
Die Erstausstrahlung bei TV Tokyo erfolgte in Japan nicht vollständig, sondern zunächst nur für ausgewählte Folgen. Die vollständige Ausstrahlung geschah später beim Bezahlsender WOWOW. Als 13. Folge wurde außerdem eine zusätzliche Folge Nummer 0 gezeigt, die die Ereignisse der ersten 12 Folgen zusammenfasst.
| #   | Deutscher Titel                  | Originaltitel               | Jp. Erstausstrahlung | Dt. Erstausstrahlung |
| --- | -------------------------------- | --------------------------- | -------------------- | -------------------- |
| 1.  | Der tödliche Deal                | Asteroid Blues              | 23. Oktober 1998     | 8. Jan. 2003         |
| 2.  | Ein tierisches Geschäft          | Stray Dog Strut             | 3. April 1998        | 8. Jan. 2003         |
| 3.  | Zickenalarm                      | Honky Tonk Woman            | 10. April 1998       | 15. Jan. 2003        |
| 4.  | Rettet die Wasserratten!         | Gateway Shuffle             | 13. November 1998    | 15. Jan. 2003        |
| 5.  | Böses Blut                       | Ballad Of Fallen Angels     | 20. November 1998    | 22. Jan. 2003        |
| 6.  | Der Junge mit der Mundharmonika  | Sympathy For The Devil      | 27. November 1998    | 22. Jan. 2003        |
| 7.  | Der Abschaum der Galaxis         | Heavy Metal Queen           | 17. April 1998       | 29. Jan. 2003        |
| 8.  | Geschwisterliebe                 | Waltz For Venus             | 24. April 1998       | 29. Jan. 2003        |
| 9.  | Genie und Wahnsinn               | Jamming With Edward         | 1. Mai 1998          | 5. Feb. 2003         |
| 10. | Verloren und verlassen           | Ganymede Elegy              | 8. Mai 1998          | 5. Feb. 2003         |
| 11. | Die galaktische Killer-Bestie    | Toys In The Attic           | 15. Mai 1998         | 12. Feb. 2003        |
| 12. | Die Tränen des Kriegers – Teil 1 | Jupiter Jazz, Part 1        | 22. Mai 1998         | 12. Feb. 2003        |
| 13. | Die Tränen des Kriegers – Teil 2 | Jupiter Jazz, Part 2        | 29. Mai 1998         | 19. Feb. 2003        |
| 14. | Schachmatt                       | Bohemian Rhapsody           | 5. Juni 1998         | 19. Feb. 2003        |
| 15. | Dornröschen, eisgekühlt          | My Funny Valentine          | 12. Juni 1998        | 26. Feb. 2003        |
| 16. | Der falsche Freund               | Black Dog Serenade          | 12. Februar 1999     | 26. Feb. 2003        |
| 17. | Breiter als das Universum        | Mushroom Samba              | 19. Februar 1999     | 5. März 2003         |
| 18. | Post aus der Vergangenheit       | Speak Like A Child          | 19. Juni 1998        | 5. März 2003         |
| 19. | Auf Abfangkurs                   | Wild Horses                 | 5. März 1999         | 12. März 2003        |
| 20. | Der lachende Tod                 | Pierrot Le Fou              | 12. März 1999        | 12. März 2003        |
| 21. | Das Geheimnis der Sonnensteine   | Boogie-Woogie-Feng-Shui     | 19. März 1999        | 19. März 2003        |
| 22. | Das Duell                        | Cowboy Funk                 | 26. März 1999        | 19. März 2003        |
| 23. | In den Fängen der Sekte          | Brain Scratch               | 2. April 1999        | 26. März 2003        |
| 24. | Die totale Erinnerung            | Hard Luck Woman             | 9. April 1999        | 26. März 2003        |
| 25. | Der Machtkampf                   | The Real Folk Blues, Part 1 | 15. April 1999       | 2. April 2003        |
| 26. | Die letzte Mission               | The Real Folk Blues, Part 2 | 23. April 1999       | 2. April 2003        |

## Veröffentlichungen
Die Erstausstrahlung von Cowboy Bebop wurde auf zwei Sender aufgeteilt. Zunächst liefen bei TV Tokyo ab dem 3. April 1998 die Episoden 2, 3, 7 bis 15 und 18. Danach folgte eine zweite Ausstrahlung beim Bezahlsender WOWOW im Nachtprogramm vom 23. Oktober 1998 bis zum 23. April 1999, bei der dann alle Folgen gesendet wurden. Die zunächst weggelassenen Episoden zeigten gewagtere und komplexere Geschichten, die im frei empfangbaren Programm von TV Tokyo nicht gezeigt werden konnten. Die erste Fernsehausstrahlung wurde so auch zum Teaser für die Veröffentlichung im Bezahlfernsehen und für die Kaufmedien. Wiederholungen folgten beim Spartensender Animax, der Cowboy Bebop auch in anderen asiatischen Ländern zeigte. Die erste Fassung für den Privaterwerb erschien in Japan ab Dezember 1998 auf DVD, LD und VHS. Es folgten mehrere überarbeitete Versionen auf DVD in den Jahren 2000, 2002, 2004 sowie 2012 auf Blu-ray.

Die Erstausstrahlung in Deutschland erfolgte beim deutschen MTV.

Um eine lokalisierte deutsche Version bemühte sich der Fernsehsender MTV und strahlte Cowboy Bebop von 8. Januar bis 2. April 2003 aus. Es wurden jeden Mittwoch ab 21 Uhr jeweils zwei Folgen hintereinander gezeigt. Diese Version wurde im gleichen Jahr auch auf sechs DVDs von Dynamic Visions veröffentlicht. Die Firma Dybex brachte die Serie ungekürzt heraus mit Interviews und Kommentaren von den Sprechern, Produktionsteams und dem Regisseur. Im November 2007 ist eine Box als auf 2000 Stück limitierte deutsche Version erschienen, die auf einer französischen Fassung basiert. Eine weitere, erneut technisch überarbeitete und limitierte Neuauflage auf Blu-ray erschien 2017 bei Peppermint Anime.
Die erste internationale Ausstrahlung geschah in Italien ab dem 21. Oktober 1999 bei MTV Italia. Es folgten Fernsehausstrahlungen in Frankreich, Lateinamerika, Katalonien, den Niederlanden, Spanien, Singapur, Kanada, Australien und auf den Philippinen. 2001 gehörte die Serie in den USA zu den Animes, mit denen Cartoon Network seinen Nacht-Programmblock Adult Swim startete. Die Fassung war geschnitten und einige Folgen wurden weggelassen, was die Nachfrage nach den bereits erschienenen, vollständigen DVDs erhöhte. Seitdem wurde Cowboy Bebop häufig wiederholt, ab 2007 zumindest einmal im Jahr. Der Anime wurde in Amerika von Bandai bereits ab 1999 auf VHS veröffentlicht und später auf DVDs herausgebracht. 2006 erschien eine „Remix“-Version mit englischem und japanischem Ton als Dolby Digital 5.1-Upmix sowie aufbereitetem Bonusmaterial. Am 26. April 2007 ist in Frankreich eine Cowboy-Bebop-DVD-Box mit allen Folgen auf neun DVDs veröffentlicht worden.
Per Streaming wurde der Anime erstmals von Hulu und Funimation in den USA zugänglich gemacht, von wo er nach Übernahmen und Zusammenlegungen im März 2022 auch auf die Plattform Crunchyroll kam. Im Oktober 2021 erfolgte die Veröffentlichung bei Netflix – kurz bevor dort auch real verfilmte Adaption Cowboy Bebop online ging. Auf der Plattform wurden auch Synchronfassungen veröffentlicht, darunter die deutsche Version.

## Adaptionen

### Weitere Animes
Aufgrund der Popularität der Serie wurde der Kinofilm Cowboy Bebop: Tengoku no Tobira (カウボーイビバップ 天国の扉) produziert, der 2001 in die japanischen Kinos kam. Die Geschichte des Films spielt zwischen den Folgen 22 und 23, also kurz vor deren Finale. Regie führte erneut Shinichiro Watanabe und das Drehbuch schrieb Keiko Nobumoto. Der Film entstand beim Studio Bones, das sich kurz zuvor von Sunrise abgespalten hatte, als dessen erste Kinoproduktion. In Deutschland wurde der Film im Sommer 2003 auf einem Festival präsentiert, bevor er als Cowboy Bebop – Der Film auf DVD veröffentlicht wurde. International lief er auch unter dem Titel Cowboy Bebop: The Movie an.
In Japan erschien zudem ein etwa 27 Minuten langes Special namens Session XX - Collection Blues. In diesem Special erzählen die Besatzungsmitglieder von verschiedenen trivialen Dingen, zum Beispiel über das Essen, während dazu die passenden Ausschnitte aus der Serie gezeigt werden.

### Mangas
Als erste Manga-Adaption startete bereits 1997, vor Start der Fernsehserie, im Mädchen-Magazin Asuka die Serie Cowboy Bebop Shooting Star, umgesetzt von Cain Kuga. Die Neuerzählung auf Basis der Ideen zum Anime beinhaltet neue Geschichten und ein verändertes Design. Sie wurde von Kadokawa Shoten auch in zwei Sammelbänden veröffentlicht, die von Pika Édition auf Französisch und von Tokyopop auf Englisch herausgebracht wurden.
Eine zweite Umsetzung der Idee als Manga erschien von 1998 bis 2000, im Asuka Fantasy DX. Diese erzählt neue Kurzgeschichten über die Welt und Protagonisten von Cowboy Bebop, die in ähnlichen Designs wie in der Fernsehserie gehalten sind. Der Fokus liegt dabei, anders als im Anime, stärker auf Comedy bis hin zu Slapstick. Die nun von Dai Saitō geschriebene und von Yutaka Nanten gezeichnete Geschichte erschien später in drei Sammelbänden sowie in englischer und französischer Übersetzung bei den gleichen Verlagen wie der erste Manga. Eine deutsche Fassung, übersetzt von Monika Klinger, wurde von August bis Dezember 2002 von Egmont Manga und Anime herausgegeben. Außerdem erschienen spanische, polnische, italienische, portugiesische und chinesische Übersetzungen.

### Videospiele
Ein erstes Spiel zur Animeserie unter gleichem Titel erschien am 14. Mai 1998 für die PlayStation bei Bandai. In dem Shooter kontrolliert der Spieler die Swordfish von Spike Spiegel und steuert sie durch eine Reihe von Kämpfen im Weltall. Zwischen den Leveln kann das Raumschiff mit Einsatz der zuvor erworbenen Punkte aufgewertet werden. Das Spiel wurde bei BEC von Akiyoshi Masuda entwickelt, die Musik komponierte Shinsuke Sugiuchi.
Am 25. August 2005 folgte mit Cowboy Bebop: Tsuioku no Serenade (カウボーイビバップ 追憶の) ein zweites Spiel, nun für die PlayStation 2. In dem Beat ’em up folgt der Spieler der Suche nach einem Piratenschatz und der Aufklärung der Geheimnisse um ein mysteriöses Lied und eine Organisation, die sich der Crew der Bebop entgegenstellt. Spielbar sind Spike, Faye und Jet, während Ed die Handlung lenkt und Unterstützung gibt. Das Spiel entstand bei Chime und verwendet die Musik von Yoko Kanno aus der Fernsehserie.

### Realverfilmung
Am 15. Januar 2009 wurde bekannt, dass das US-amerikanische Filmstudio 20th Century Fox und Sunrise an einem Realfilm der Serie arbeiteten, bei dem die Hauptrolle als Spike Spiegel von Keanu Reeves gespielt werden sollte. Ursprünglich war die Veröffentlichung für das Jahr 2011 geplant, doch verzögerten Schwierigkeiten mit dem Budget des Films den Drehbeginn. 2014 gab Keanu Reeves auf reddit bekannt, dass die Produktion weiterhin infrage stehe, vor allem da er mittlerweile zu alt für die Rolle des Spike Spiegel sei.
Statt eines Real-Action-Spielfilms wurde schließlich die zehnteilige Serie Cowboy Bebop produziert, die seit dem 19. November 2021 bei Netflix verfügbar ist. John Cho übernimmt in ihr die Rolle des Spike Spiegel. Weitere Hauptdarsteller sind Alex Hassell (als Vicious), Daniella Pineda (Faye Valentine), Elena Satine (Julia) und Mustafa Shakir (Jet Black). Die Serie wurde entgegen der ursprünglich anderen Planung bereits nach einer Staffel im Dezember 2021 von Netflix abgesetzt. Grund seien die gemischten Kritiken und das deutlich nachgelassene Interesse des Publikums gewesen, das die Erwartungen nicht erfüllt habe.

## Rezeption und Wirkung
In Japan wurde der Anime mit mehreren Preisen ausgezeichnet, darunter der Preis des Kobe Animation Festival für die beste Fernsehserie und im Jahr 2000 der Japan National Science Fiction Convention's Uchusen SF Award für das beste Science-Fiction-Medium.
In den USA wurde die Serie von Bandai auch in Musikläden beworben und gehörte zu den ersten Animes, für deren Video-Veröffentlichung außerhalb der Fanszene Werbung gemacht wurde. Fred Patten nennt die Serie einen kontroversen, aber anhaltend erfolgreichen Liebling und stellt Cowboy Bebop in eine Reihe von Weltraum-Abenteuern der späten 1990er Jahre, von denen er Outlaw Star und Trigun nennt. Die amerikanische Synchronfassung sei ungewöhnlich gut beurteilt worden. Der erst 2 Jahre später folgende Film sei von vielen Fans heiß ersehnt worden. Bei einem Fan-Ranking der amerikanischen Zeitschrift Newtype 2003 wurde Cowboy Bebop auf Platz 8 der 10 besten Animeserien gewählt. Die Serie sei in vielen Altersgruppen beliebt und Yoko Kannos ein Meisterwerk, an das man sich noch lange erinnern werde, so das Magazin.
In der Anime Encyclopedia wird Cowboy Bebop als eine der unterhaltsamsten Animeserien der 1990er Jahre bezeichnet, als wilde Mischung von Einflüssen aus Western, asiatischen Kampfkunstfilmen und Science-Fiction. Die Serie sei durchweg glaubwürdig, auch wenn die Stimmung stark schwanke zwischen Comedy und Tragödie. Der Zuschauer werde ohne viel Erklärung in die Geschichten geworfen, deren Hintergründe sich erst Stück für Stück erschließen, sodass der Eindruck entstehe, man sehe eine Serie, die selbst im Jahr 2072 gedreht wurde. Das verberge auch ein paar Mängel des Animes: Er sei kaum mehr als Route 66 im Weltraum mit Handlungssträngen, die man in amerikanischen Krimiserien schon oft zuvor gesehen hat. Hier jedoch wirkten sie im ungewohnten und glaubwürdigen Setting frisch. Der zur Serie produzierte Film sei unterhaltsam, aber ohne tieferen Sinn.
In der AnimaniA wird Cowboy Bebop in der zeitgenössischen Kritik für phantastisches Setting und „Animationen von extrem hoher Qualität“ gelobt. Computergrafiken fügten sich harmonisch ein. „Die Dialoge sind kurz und prägnant, ohne überflüssiges Blabla, und sehr vieles kommt einfach durch die Bilder herüber“. Die Protagonisten würden mit Lastern und Schwächen gezeigt, was sie interessant und liebenswert mache. Und auch Musik spiele in der „visuell beeindruckenden, actionsreichen Serie“ eine wichtige Rolle, wobei Yoko Kanno mit den Jazz-Stücken ganz neue Seiten zeige. Der „Future-Sound“, „bestehend aus fetzigen Blues- und Jazz-Rhythmen“, sei „nahezu perfekt auf die Animationen abgestimmt und definiere im Zusammenspiel mit den lebendigen Charakteren den Begriff Coolness neu“. Die deutsche Zeitschrift MangasZene nennt die Serie bereits zur Zeit ihrer deutschen Erstausstrahlung einen Klassiker, von dem jeder Anime-Fan gehört haben sollte. Unter anderem lobt sie den Anime für den ungewöhnlichen Jazz-Soundtrack, der sehr gut zur Atmosphäre der Serie passe und zum Vergnügen beitrage. Zur deutschen DVD-Veröffentlichung nennt die AnimaniA auch die deutsche Synchronfassung gelungen: die Sprecher seien passend gewählt worden und die Synchronisation professionell produziert.